# Joseph Sydney Yorke
Pour les articles homonymes, voir Yorke.
Joseph Sydney Yorke, né le 6 juin 1768 à Londres et mort le 5 mai 1831 dans le Spithead, est un amiral de la Royal Navy et député britannique.

## Biographie
Il est le fils du Lord Chancelier Charles Yorke.
Il participe à la guerre d'indépendance des États-Unis (bataille des Saintes), aux guerres de la Révolution française et aux guerres napoléoniennes.
Il est le père de l'amiral Charles Philip Yorke, 4e comte de Hardwicke (1799-1873).